# WestJet Encore
WestJet Encore è una compagnia aerea canadese, con sede a Calgary mentre i suoi hub principali sono l'Aeroporto Internazionale di Edmonton, l'Aeroporto Internazionale di Vancouver e l'Aeroporto Internazionale di Halifax.

## Storia
WestJet Encore è stata costituita nel 2012 da WestJet e ha ricevuto un certificato di operatore aereo il 12 giugno 2013. Costei ha un'amministrazione separata rispetto a WestJet e ha sede a Calgary; inizialmente, furono presi in considerazione altri nomi, tra cui Chinook, Echo e Reach. Il 24 giugno 2013 la compagnia aerea ha iniziato i voli con due De Havilland Canada DHC-8-400 dall'aeroporto di Calgary verso Saskatoon, Nanaimo e Fort St. John. La IATA ha assegnato a WestJet Encore il codice di compagnia aerea come "WR", precedentemente utilizzato dalla Royal Tongan Airlines. Inizialmente i voli del vettore aereo erano operati solo nella Cabana occidentale, mentre nel giugno del 2014 sono iniziate le operazioni di volo nel Canada orientale con la rotta da Toronto verso Thunder Bay. Nel 2016 sono iniziati i voli internazionali verso Boston e Nashville.

## Flotta

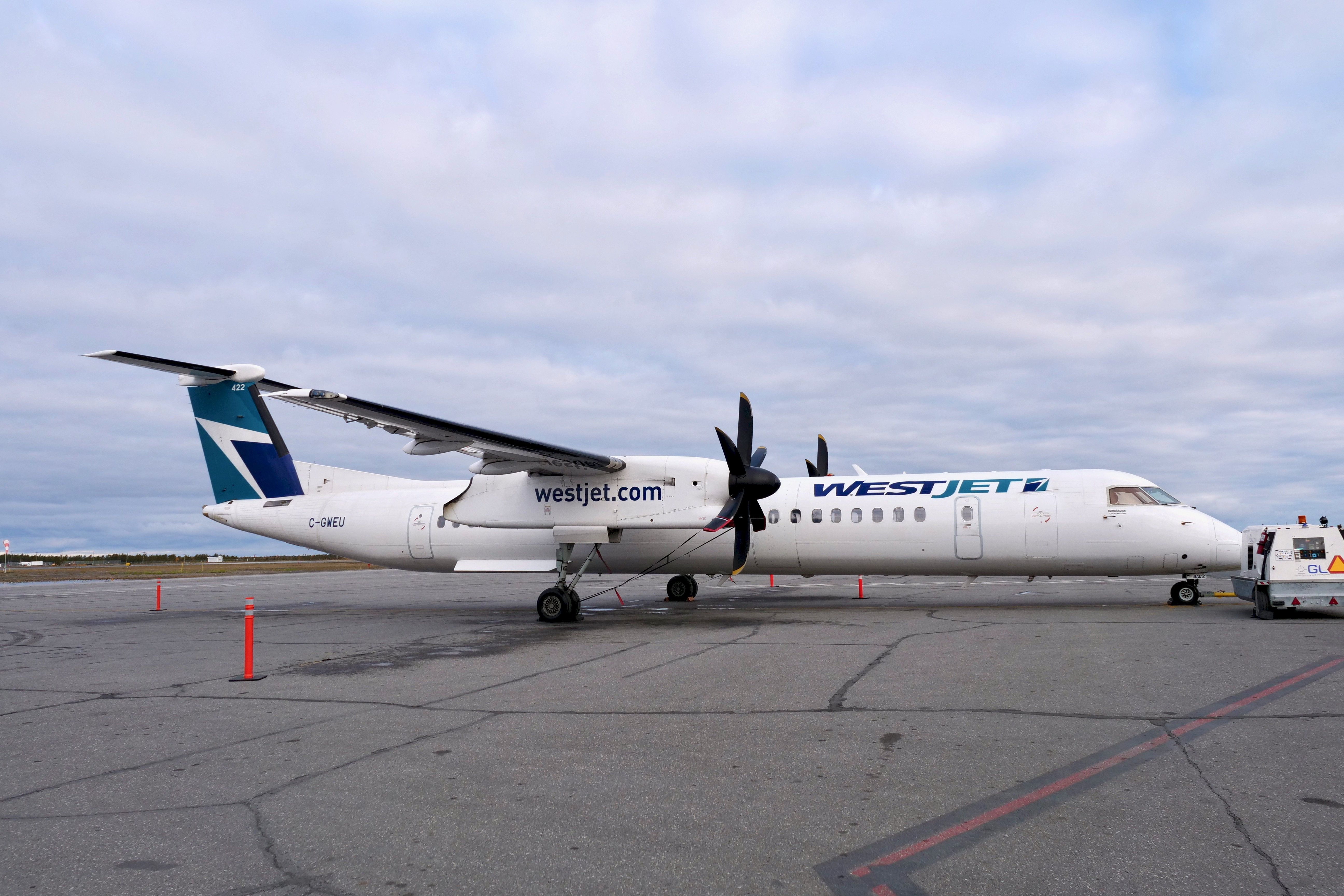
Un De Havilland Canada DHC-8-400.

A settembre 2024 la flotta WestJet Encore risulta composta dai seguenti aerei: